# Mathias Lauridsen
Mathias Lauridsen (Copenhaguen, 13 de gener de 1984) és un model danès que ha participat en nombroses campanyes de marques conegudes com ara Jil Sander, Gucci, Hugo Boss, Lacoste i Hermès.
Va ser descobert el 2003, i actualment té contracte amb Ford Models, a París, Nova York Model Management i Scoop, a Copenhaguen. És considerat com un dels millors models masculins. Les seves credencials en passarel·la inclouen l'obertura de passarel·les amb Hermès, Belstaff, Jill Stuart i el tancament amb Valentino i John Galliano.
Ha aparegut en reportatges en revistes especialitzades com Vogue, Numéro Homme, GQ i Details. Ha treballat amb fotògrafs de reconegut prestigi, com Karl Lagerfeld i Richard Avedon. Avedon va fotografiar a Lauridsen per Hermes el 2004, en el que va ser un dels seus últims treballs.
Va ocupar la primera posició en el rànquing dels «50 models masculins» de models.com durant més de dos anys, sent el més jove a aconseguir-ho. Ha estat reemplaçat per Baptiste Giabiconi. El 2008 va aconseguir el número dos a la llista Top Male Modeling Icons de la revista Forbes.
Els distintius físics pels quals és reconegut són el seu color d'ulls i una cicatriu al pòmul.